# Max Benitz
Max Benitz (Londen, Engeland, 14 maart 1985) is een Britse acteur. 
Hij is bekend van zijn rol als Peter Miles Calamy in de oorlogsfilm Master and Commander: The Far Side of the World, samen met acteurs Russell Crowe en Paul Bettany. Hij werd gekozen voor de rol na een interview met regisseur Peter Weir.

## Carrière
Van september 1998 tot juli 2003 zat hij op Harrow School in Londen. Hij studeert nu aan de Universiteit van Edinburgh.
In 2005 had Benitz een kleine rol als Huband in een filmversie van Thomas Hughes' roman Tom Brown's Schooldays. 
Benitz speelde ook in Trial & Retribution X: Sins of the Father in 2006 als James Harrogate.
- Gemeinsame Normdatei: 1019155671
- International Standard Name Identifier: 0000 0000 4657 2988
- Library of Congress Control Number: no2008184775
- Virtual International Authority File: 44129374
- WorldCat: E39PBJdWKF9WMWq7rphRxWrjG3